# النساء في الجيش الإسرائيلي

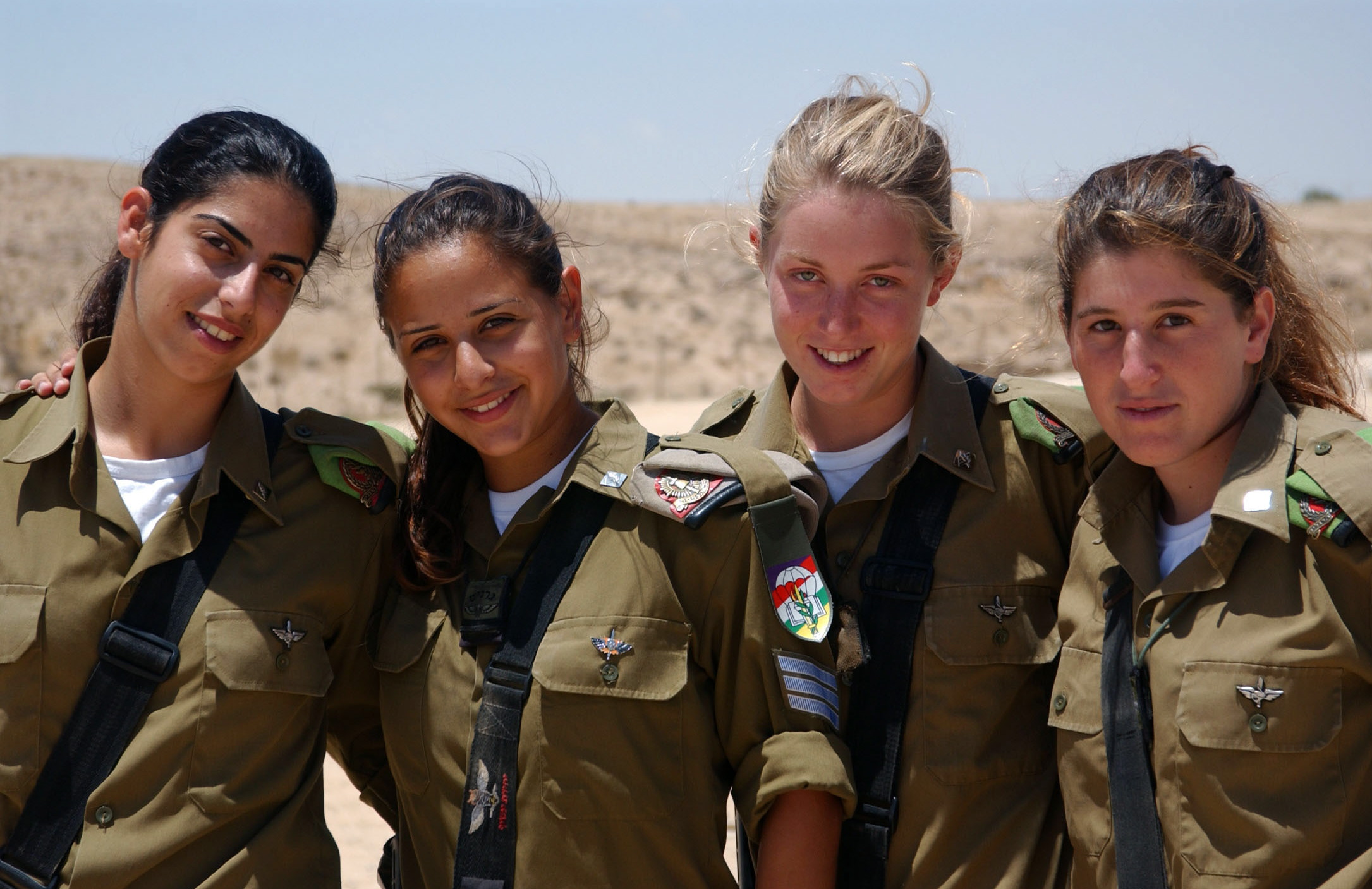
جنود نساء في سلاح المشاة

المجنديات الإسرائيليات، تعتبر إسرائيل هي واحدة من بضعة دول فقط في العالم (إلى جانب النرويج وإريتريا) التي بها تجنيد إجباري للنساء. وتشكل النساء حالية نسبة 33 % من جنود الجيش الإسرائيلي و 51 % من ضباط الجيش في عام 2011.

## الخدمة العسكرية
الخدمة الإجبارية للنساء في الجيش هي 24 شهرا ويمكن إعفاء المرأة من الخدمة العسكرية لعدة أسباب مثل الزواج أو الحمل أو الأمومة أو لأسباب دينية.